# Hans-Werner Bothe

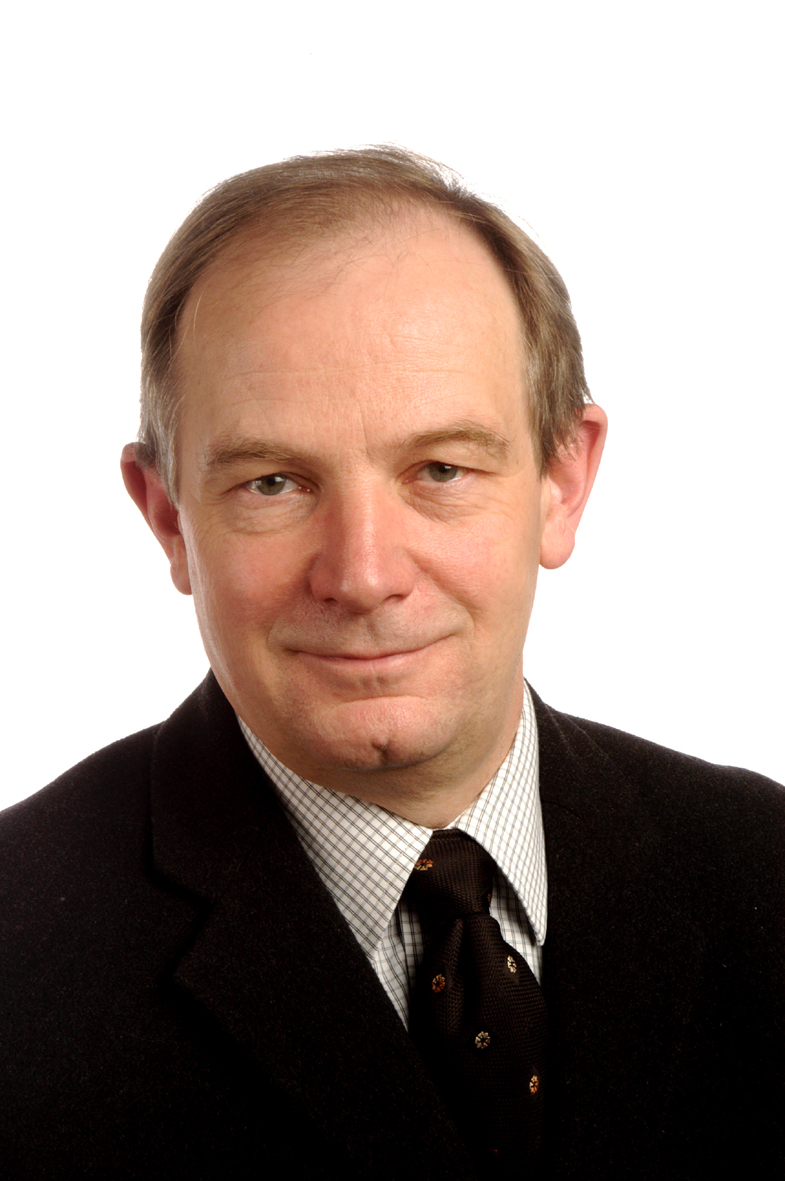
Hans-Werner Bothe

Hans-Werner Bothe (* 23. September 1952 in Langelsheim) ist deutscher Neurochirurg und Philosoph. Er begründete das Forschungsgebiet der Neurobionik.

## Leben
Bothe studierte von 1973 bis 1981 in Tübingen und Mainz Philosophie und Medizin, graduierte 1978 in Philosophie zum Magister Artium mit dem Thema „Grenzen des Erkenntnisvermögens als Bestimmungen von Subjektivität und Objektivität in den Grundsätzen der Wissenschaftslehre J.G. Fichtes von 1794“, arbeitete anschließend drei Jahre am Max-Planck-Institut für neurologische Forschung in Köln und promovierte 1983 an der Johannes Gutenberg-Universität Mainz mit einer Dissertationsschrift zum Thema „Die Therapie des artifiziellen Hirnabszesses mit Glukokortikoiden und Antibiotika bei der Katze mit Beiträgen zur pathophysiologischen Grundlagenforschung“ zum Dr. med.
Nach Ausbildung zum Neurochirurgen an der Johannes Gutenberg-Universität in Mainz habilitierte er mit der Habilitationsschrift „Das zerebrale Dekompressionsödem. Eine klinische und experimentelle Untersuchung“ an der Medizinischen Hochschule in Hannover, wo er anschließend auch lehrte und mit Madjid Samii zusammenarbeitete. 1993 wurde er auf eine Professur für Neurochirurgie an die Westfälische Wilhelms-Universität in Münster (Westfalen) berufen und war dort bis zu seiner Emeritierung 2018 Leiter der Experimentellen Neurochirurgie der Universität Münster.
Er initiierte 1992 mit dem 1st International Workshop on Neurobionics in Goslar das interdisziplinäre Forschungsgebiet der Neurobionik, dessen Ziel der Ersatz ausgefallener Funktionen des Zentralnervensystems (Gehirn und Rückenmark) mit mikroelektronischen Implantaten ist. Dazu führte er ein international zusammengesetztes Konsortium von Wissenschaftlern aus den Teilgebieten Mathematik, Neuroinformatik, biologische Grundlagenwissenschaften, Mikrosystemtechnik und Medizin zusammen.

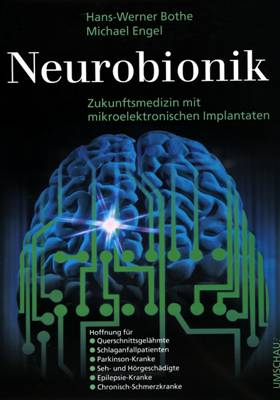
Neurobionik

1991 gründete er zusammen mit Daniel Goeudevert, Madjid Samii und weiteren Vertretern aus Wissenschaft, Wirtschaft und Politik die Stiftung Neurobionik e.V. in Hannover (Eintragung in das Vereinsregister des Amtsgerichts Hannover am 8. Januar 1992 unter der Vereinsregisternummer 6231) und leitete sie als geschäftsführender Vorstand. 1995 wurde der Verein in „Internationale Stiftung Neurobionik“ umbenannt. Er entwickelte in Kooperation mit Kollegen aus Mikroelektronik und Mikrosystemtechnik Implantate zur Behandlung von Patienten mit geschädigter Netzhaut (zusammen mit M. Bartha und S. Chlebek), mikroelektronische Systeme zur Behandlung der Blaseninkontinenz (zusammen mit B. von Heyden) und der Querschnittlähmung (zusammen mit J. Holsheimer). Weiterhin verbesserte er Sicherheit und Wirksamkeit neurochirurgischer Verfahren bei der Implantation von Stimulationssystemen in Gehirn und Rückenmark für Parkinson und Dystonie Patienten sowie bei chronisch Schmerzkranken.
Persönlichkeitsveränderungen, die bei Patienten nach tiefer Hirnstimulation zu beobachten sind, veranlassten ihn, sich mit dem Problem von Determinismus und Willensfreiheit aus neurowissenschaftlicher Sicht und aus der Perspektive der Philosophie des Geistes zu befassen: Er konnte dabei mit Hilfe naturwissenschaftlicher Methodik und auf der Basis neuromedizinischer Erkenntnisse begründen, dass sich aus dem Wissen der Hirnforschung weder eine kausale Abhängigkeit noch ein deterministischer Zusammenhang zwischen phänomenalen, geistigen Zuständen der 1. Person Perspektive und empirischen, neurophysiologischen Hirnfunktionen der 3. Person Perspektive ableiten lassen. Damit hält er die essentielle Prämisse des metaethischen Diskurses aus einem empirischen Ansatz heraus für zulässig, die besagt, dass der Mensch als mit Vernunft begabtes Wesen frei ist, zu entscheiden, wie er handelt. Mit dieser These steht er im Widerspruch zu Überzeugungen von Hirnforschern wie Wolf Singer und Gerhard Roth.
Bothe wurde 2010 zum Vorsitzenden der gemeinsamen Ethik-Kommission der Ärztekammer Westfalen-Lippe und der Westfälischen Wilhelms-Universität gewählt sowie 2011 zum stellvertretenden Vorsitzenden der Ständigen Konferenz der Geschäftsführungen und Vorsitzenden der Ethik-Kommissionen der Landesärztekammern bei der Bundesärztekammer. Er war in diesen Funktionen bis zu seiner Emeritierung im Jahr 2018 tätig.
Er entwickelte Implantate zur Behandlung von Patienten mit geschädigter Netzhaut und mikroelektronischen Systeme zur Behandlung der Blaseninkontinenz und Querschnittslähmung sowie neurochirurgische Verfahren für Parkinson, Dystonie und chronisch schrmerzkranke Patienten.

## Schriften
Als Autor:
- mit Michael Engel: Die Evolution entläßt den Geist des Menschen. Neurobionik – eine medizinische Disziplin im Werden. Umschau, Frankfurt 1994, ISBN 3-524-69105-6.
- mit Michael Engel: Neurobionik – Zukunftsmedizin mit mikroelektronischen Implantaten. Hoffnung für Querschnittsgelähmte, Schlaganfallpatienten, Parkinson-Kranke, Seh- und Hörgeschädigte, Epilepsie-Kranke, Chronisch-Schmerzkranke. Umschau, Frankfurt 1998, ISBN 3-524-69118-8.

Als Herausgeber:
- mit Madjid Samii und Rolf Eckmiller: Neurobionics – an interdisciplinary approach to substitute impaired functions of the human nervous system. Elsevier, Amsterdam 1993, ISBN 0-444-89958-8.
- mit Ingrid Gralow, Ingo W. Husstedt, Stefan Evers, Albert Hürter, Markus Schilgen: Schmerztherapie interdisziplinär. Schattauer, Stuttgart 2002, ISBN 3-7945-2118-8.